# Домантово (Черкасская область)
До́мантово (укр. Домантове) — село в Золотоношском районе Черкасской области Украины.

## История
На 1665 год город Домонтов был в Переяславском полку.
В селе было две церкви: Рождества Богородицы и Трехсвятительская.
Село есть на карте 1800 года как Долмантов
Старый Домантов (49.633693;31.851006) затоплен Каневским водохранилищем, и жители села переехали на новое место (49.675556°, 31,915556°) образовав село с тем же названием.
Население по переписи 2001 года составляло 2 245 человек.
В марте 2007 года был признан банкротом находившийся здесь филиал Золотоношского маслодельного завода.

## Местный совет
19754, Черкасская обл., Золотоношский р-н, с. Домантово, ул. Ленина, 67

## Известные уроженцы
Зинык Владимир Федорович — бывший прокурор Калининградской области, «Почётный работник прокуратуры Российской Федерации».